# Gothart Magaard
Gothart Magaard (* 1. November 1955 in Flensburg) ist ein deutscher evangelisch-lutherischer Theologe. Er war von Mai 2014 bis Oktober 2023 Bischof im Sprengel Schleswig und Holstein der Evangelisch-Lutherischen Kirche in Norddeutschland (Nordkirche). Seine Predigtstätte war der Schleswiger St. Petri-Dom.

## Leben und Wirken
Gothart Magaard wurde 1955 als Sohn des Pastors Hans Magaard und der Theologin Hildegund Magaard, geb. Zenk, in Flensburg geboren. Von 1962 bis 1965 besuchte er die Grundschule in Munkbrarup, von 1965 bis 1968 das Alte Gymnasium Flensburg und von 1968 bis 1975 die Domschule Schleswig. Er leistete seinen Zivildienst von 1975 bis 1977 mit der Aktion Sühnezeichen Friedensdienste in der Communauté de Taizé/Frankreich. Er studierte Theologie an der Kirchlichen Hochschule und an der Freien Universität Berlin sowie an der Universität Hamburg. Sein Vikariat absolvierte er von 1984 bis 1986 in der Kirchengemeinde Lübeck-Kücknitz. Nach dem zweiten Examen wurde er 1986 in der Hamburger Hauptkirche St. Michaelis ordiniert. 
Magaard arbeitete anschließend als Pastor in Hamburg-Jenfeld, ab 1989 als theologischer Referent im Nordelbischen Kirchenamt (Kiel). Zwischen 1991 und 2005 war er am Prediger- und Studienseminar Preetz tätig, zunächst als Studienleiter, später als Direktor. Ab 2005 leitete Magaard das Personaldezernat des Nordelbischen Kirchenamtes. Er arbeitete mit im Reformprozess der Nordelbischen Kirche und in den Fusionsverhandlungen der Nordkirche.
Im Oktober 2009 übertrug ihm die Kirchenleitung im Auftrag der Synode die bischöflichen Aufgaben im Sprengel Schleswig und Holstein, da der gewählte Bischof Gerhard Ulrich als Vorsitzender der Kirchenleitung zentrale Aufgaben im Fusionsprozess zur Nordkirche übernommen hatte. Magaard nahm seit dem 1. Oktober 2009 zunächst als Bischofsbevollmächtigter und dann ab dem Sommer 2013 als Bischofsvertreter die bischöflichen Aufgaben im Sprengel wahr. Seit dem 1. Mai 2014 amtierte er als gewählter Bischof.
Zum Sprengel Schleswig und Holstein gehören die acht Kirchenkreise Altholstein, Dithmarschen, Nordfriesland, Ostholstein, Plön-Segeberg, Schleswig-Flensburg, Rantzau-Münsterdorf und Rendsburg-Eckernförde sowie die Nordschleswigsche Gemeinde in Dänemark mit insgesamt 365 Kirchengemeinden. Magaard nahm von Februar 2010 bis zu seiner Wahl zum Bischof die Aufgaben des Landeskirchlichen Beauftragten beim Land Schleswig-Holstein wahr. Er war unter anderem Schirmherr für das Freiwillige Ökologische Jahr in Schleswig-Holstein.
Magaard ist verheiratet und hat vier erwachsene Kinder. Sein Bruder Friedemann Magaard ist ebenfalls Theologe und seit 1. März 2018 Pastor an der Marienkirche in Husum.
Gothart Magaard ging zum 31. Oktober 2023 in den Ruhestand. Zu seiner Nachfolgerin wurde Nora Steen gewählt.

## Veröffentlichungen
- mit Gerhard Ulrich (Hrsg.): 100 Jahre Predigerseminar Preetz. Eine Festschrift, Kiel 1996.
- mit Wolfgang Nethöfel (Hrsg.): Pastorin und Pastor im Norden. Antworten – Fragen – Perspektiven, EB-Verlag, Berlin 2011.[3]